# Anisopodus subarmatus
Anisopodus subarmatus är en skalbaggsart som beskrevs av Julius Melzer 1931. Anisopodus subarmatus ingår i släktet Anisopodus och familjen långhorningar. Inga underarter finns listade i Catalogue of Life.